# Août 1977

## Évènements
- Création de l'Herri Batasuna, branche politique de l’ETA.
- Premier brise-glace à atteindre le pôle Nord

- 10 août : loi Barreto de réforme agraire au Portugal.
- 14 août : 
  - extension de la législation israélienne à la Cisjordanie et à la bande de Gaza.
  - Formule 1 : Grand Prix automobile d'Autriche.
- 15 août : détection du signal Wow! en radioastronomie.
- 19 août : rapport du XIe congrès du parti communiste chinois[1].
- 20 août : lancement de la sonde Voyager 2.
- 26 août : la République populaire du Bénin adopte sa nouvelle constitution.
- 28 août :
  - (Formule 1) : Grand Prix automobile des Pays-Bas.
  - (Rallye automobile) : arrivée du Rallye de Finlande.

## Naissances
- 1er août : 
  - Damien Saez, chanteur français.
  - Domingo López Cháves, matador espagnol.
  - Alphonse Soro, homme politique ivoirien.
- 2 août : Edward Furlong, acteur américain.
- 3 août : Tom Brady, joueur de football américain.
- 4 août : Jean-Michel Sama Lukonde Kyenge, personnalité politique de RDC, premier ministre depuis 2021.
- 5 août : Anthony Lambert alias Jarry, humoriste et comédien français.
- 7 août : Laurent Artufel, acteur, animateur de télévision.
- 11 août : Noémie de Lattre, actrice et auteure de théâtre française.
- 13 août : Natacha Jaitt, mannequin et actrice argentine
- 17 août : Ahmed al-Nami — Wikipédia (wikipedia.org) , terroriste
  - Thierry Henry, footballeur français.
  - William Gallas, footballeur français.
  - Tarja Turunen, chanteuse finlandaise.
- 18 août : Corry Denguemo, chanteuse et autrice-compositrice camerounaise et centrafricaine († 2 mars 2023).
- 20 août :
  - Felipe Contepomi, joueur de rugby argentin.
  - Manuel Contepomi, joueur de rugby argentin.
- 26 août : Vincent Favre-Félix, chef cuisinier français.
- 27 août : Kaouther Ben Hania, réalisatrice tunisienne.
- 28 août : Christelle Cornil, actrice belge.
- 30 août : 
  - Nalini Krishan
  - Loana Petrucciani, styliste, chanteuse et présentatrice de télévision française.
- 31 août : 
  - Jeff Hardy, catcheur professionnel de la TNA
  - Paul Léger, chanteur français.

## Décès
- 1er août : Francis Gary Powers, pilote avion d'espionnage U-2 américain (° 17 août 1929).
- 8 août : Son Ngoc Thanh, ancien premier ministre du Cambodge (° 7 décembre 1908)
- 16 août : Elvis Presley, acteur et chanteur américain de rock 'n' roll, dans sa propriété de Graceland à Memphis, dans le Tennessee (États-Unis)  (° 8 janvier 1935).
- 17 août : Roger Nicolas, humoriste français (° 16 janvier 1919).
- 19 août : Groucho Marx, acteur comique américain (° 2 octobre 1890).
- 23 août : Naum Gabo, architecte et peintre russe (° 5 août 1890).